# Open the Door (Roger Hodgson)
Open the door è il terzo album in studio di Roger Hodgson, pubblicato dalla Epic Records. È stato il suo primo album in studio dal 1987.
L'album è stato registrato interamente in Francia con l'apporto di musicisti (per la maggior parte) francesi come backup band. È l'unico album solista di Hodgson ad essere stato registrato fuori dagli Stati Uniti.
In questo album si è ripetuta la consueta collaborazione con l'ex chitarrista e vocalista degli Yes, Trevor Rabin che ha realizzato i cori (backing vocalist) in "The More I Look". Il brano "Showdown" era stato già eseguito dal vivo da Hodgson nel 1996 e la stessa versione live è stata inserita nell'album Rites Of Passage del 1997.

## Recensioni
Su AllMusic troviamo una recensione estremamente positiva: "È la cosa più vicina ai Supertramp dai tempi di Famous Last Words". Viene inoltre apprezzata la scrittura delle canzoni con l'inconsueto inserimento delle influenze francesi.

## Tracce
Testi e musiche di Roger Hodgson, eccetto dove indicato.
1. Along Came Mary – 6:24
2. The More I Look – 4:57
3. Showdown – 5:20
4. Hungry – 4:27
5. The Garden – 2:15
6. Death and a Zoo – 7:32
7. Love is a Thousand Times – 3:30
8. Say Goodbye – 3:57
9. Open the Door – 8:55
10. For Every Man – 4:43 (Roger Hodgson, Alan Simon)

## I musicisti
- Roger Hodgson: voce, chitarre, chitarra a 12 corde, tastiere, harmonium, pianoforte, organo a canne, clavicembalo, basso elettrico
- Alan Simon: high whistle[1], bodhrán, armonica a bocca
- Loïc Ponthieu: batteria, wavedrum[2]
- Laurent Verneret: basso elettrico
- Denis Banarrosh: percussioni
- Gerry Conway: percussioni, batteria
- Christophe Negre: sassofono
- Bruno Le Rouzic: cornamusa
- Pascal Martin: uilleann pipes
- Arnaud Dunoyer: organo Hammond
- Jean Louis Roques: fisarmonica
- Jean Pierre Meneghin: Scottish drums[3]
- Gurvan Houdayer: Scottish drums
- Marco Canepa: codice Morse
- Trevor Rabin: chitarra elettrica, tastiere, cori
- Olivier Rousseau: pianoforte
- Didier Lockwood: violino
- Jean-Jacques Milteau: armonica a bocca
- Claude Samard: banjo, Dobro, chitarra slide, bouzouki, pedal steel guitar, oud
- Dominique Regef: rebec[4], ghironda
- Jeff Phillips: batteria
- Alan Thomson: basso elettrico
- Zdenek Rys: oboe
- Pavel Belohlavek: violoncello
- Michel Gaucher: flauto
- Manuel Delgado: chitarra classica, palmas[5]
- Dan Ar Braz: arpeggi di chitarra
- Ilana Russell (Alana Cunningham): direzione del coro di voci bianche
- Sierrah Dietz: voci bianche
- Justine Black: voci bianche
- Molly Katwman: voci bianche
- Orchestra Sinfonica di Praga: diretta da Mario Klemens
- Le Voci Bulgare "Philippopolis": dirette da Hristo Arabadjiev
- Campionamenti tratti da: discorsi di Elisabetta II del Regno Unito, Jesse Jackson, Ronald Reagan; Sevik il Lupo[6]